# Toulavá planeta

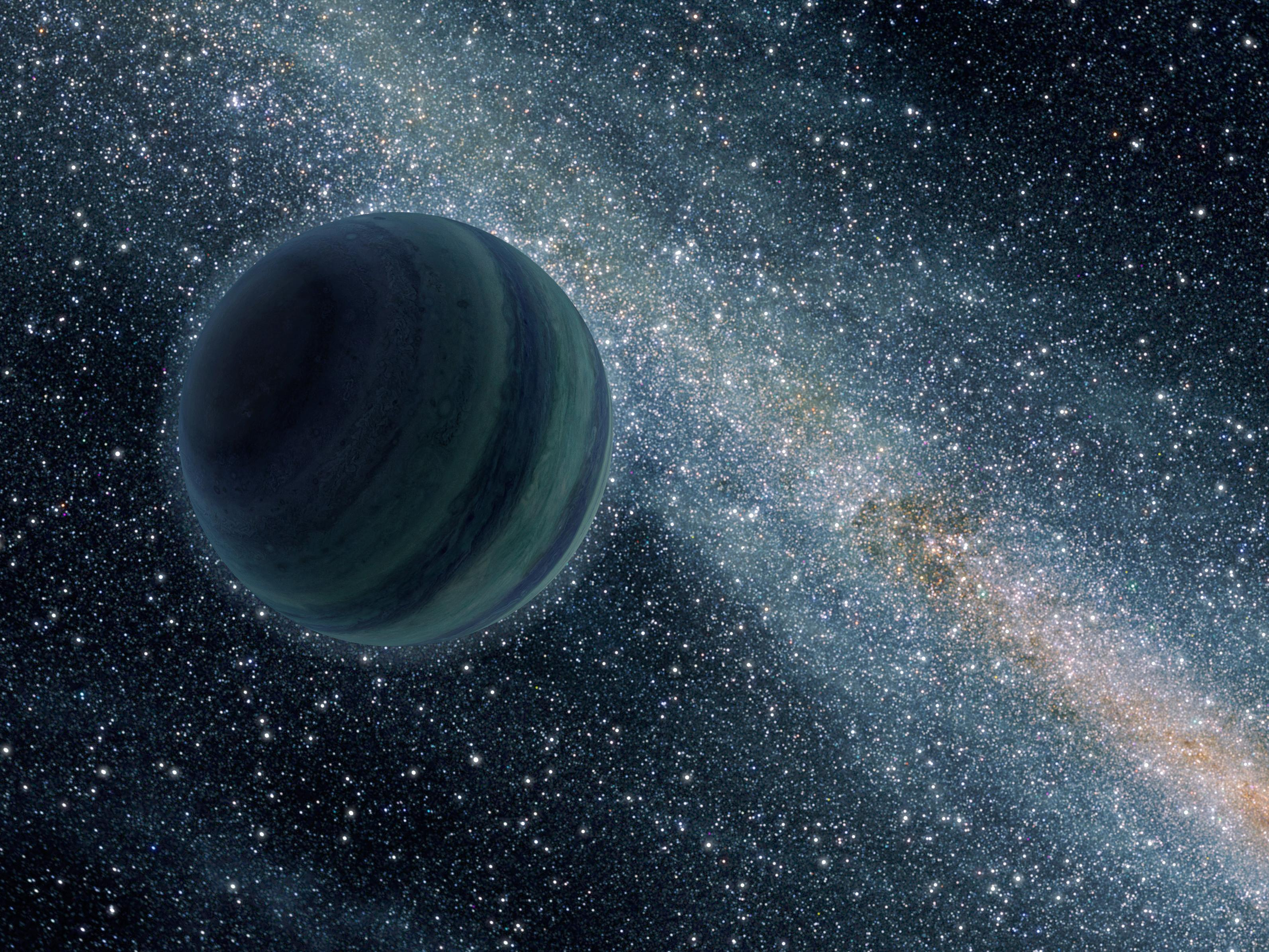
Umělecká představa toulavé planety

Toulavá planeta (také mezihvězdná planeta nebo nomádská planeta) je vesmírný objekt velikosti planety, který neobíhá kolem žádné hvězdy. Tělesa tohoto typu jsou objevována od 90. let 20. století. Vydávají jen velmi málo světla, a proto se dají současnými dalekohledy jen těžko pozorovat. Poprvé je astronomové objevili díky metodě gravitační mikročočky.
V naší Galaxii by mohlo být toulavých planet asi dvojnásobně více než normálních zářivých hvězd.

## Vlastnosti
Toulavé planety se mohou vyskytovat ve dvojicích: v roce 2017 byla objevena první podvojná toulavá planeta 2MASS J11193254–1137466AB. Planety mají souhrnnou hmotnost odpovídající čtyřnásobku hmotnosti Jupitera a dělí je od sebe vzdálenost 3,9 astronomických jednotek. Nacházejí se v asociaci TW Hydrae, což je seskupení asi 30 mladých hvězd ležících ve vzdálenosti 160 světelných roků od Země.

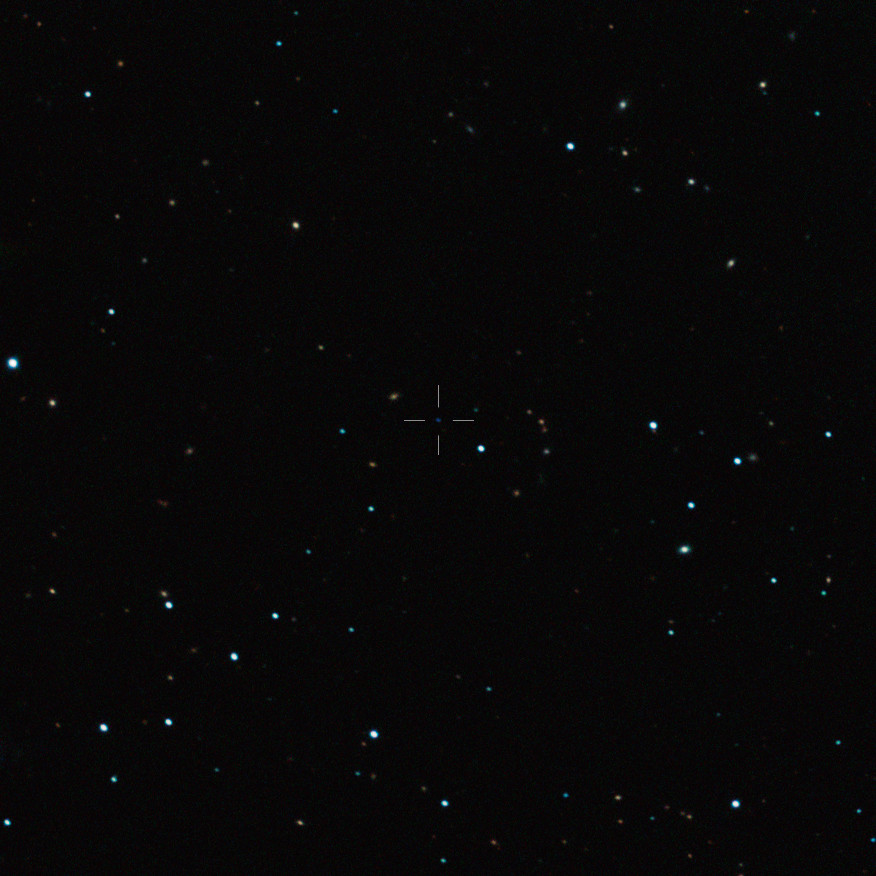
Snímek toulavé planety
CFBDSIR 2149-0403

Toulavé planety by u sebe mohly mít své souputníky – měsíce. V roce 2013 byl oznámen kandidát na exoměsíc u toulavé planety MOA-2011-BLG-262. Tuto planetu o hmotnosti asi čtyř Jupiterů by podle fotometrických měření mohl doprovázet měsíc lehčí než planeta Země.

### Možnost života
Některé toulavé planety by mohly mít atmosféru podobně jako Jupiter a díky silnému skleníkovému efektu by na nich mohly být podmínky vhodné pro vznik života. Odvodil to David J. Stevenson, profesor planetologie na Caltechu, který spočítal, že plynný obr s jádrem řádově o hmotnosti Země s atmosférou bohatou na molekulární vodík by po ochlazení atmosféry mohl mít na povrchu pevného jádra tlak 10–1000 MPa (tedy 100× až 10 000× větší než na povrchu Země, ale srovnatelné s podmínkami na dně oceánu v hloubkách 1 km a více). Atmosféra by za těchto podmínek byla pro většinu záření opakní (neprůhledná). To by za přispění geotermální energie vzniklé rozpadem radioaktivních látek v horninách jádra mohlo zvýšit povrchovou teplotu toulavé planety nad 0 °C. Na povrchu jádra by tak mohla existovat voda v kapalném stavu.

### Hnědí trpaslíci
Blízkými příbuznými toulavých planet jsou hnědí trpaslíci – tělesa na pomezí mezi hvězdou a planetou. Mohou se také pohybovat kosmickým prostorem bez gravitační vazby na některou hvězdu, ale na rozdíl od planet vznikly podobně jako hvězdy z prachoplynových mračen a v průběhu existence prošly fází termonukleární fúze deuteria.
Odlišit toulavou planetu od hnědého trpaslíka je složité, a proto je u některých potenciálních toulavých planet jejich zařazení nejisté.

## Vznik toulavých planet
Toulavé planety mohly podle současných teorií vzniknout dvěma způsoby:
- Mohly se zrodit stejně jako běžné planety. V planetární soustavě však následně došlo ke gravitačním poruchám, které způsobily změny drah jednotlivých planet, a tato planeta pak byla vymrštěna pryč ze soustavy. Předpokládá se, že obdobná situace se stala i v naší sluneční soustavě, která tak přišla o několik planet.
- Podle druhého scénáře vznikla toulavá planeta ze zárodečné mlhoviny jako jediné (nebo největší) těleso. V původní mlhovině však bylo příliš málo materiálu na to, aby se z ní stala hvězda.

## Seznam potvrzených a možných toulavých planet
| Exoplaneta               | Hmotnost (v hmotnostech Jupitera) | Stáří (miliónů roků) | Vzdálenost (světelné roky) | Status | Objevena |
| ------------------------ | --------------------------------- | -------------------- | -------------------------- | --- | -------- |
| OTS 44                   | ~15                               | 0.5–3                | 160                        | Pravděpodobně hnědý trpaslík s nízkou hmotností                                                                                        | 1998     |
| S Ori 52                 | 2–8                               | 1–5                  | 1150                       | Stáří i hmotnost nejistá; může jít o hnědého trpaslíka                                                                                 | 2000     |
| Cha 110913-773444        | 5–15                              | ~2                   | 163                        | Kandidát | 2004     |
| UGPS J072227.51-054031.2 | 5–40                              |                      | 13                         | Hmotnost nejistá | 2010     |
| [MPK2010b] 4450          | 2–3                               |                      | 325                        | Kandidát | 2010     |
| CFBDSIR 2149-0403        | 4–7                               | 110–130              | 117–143                    | Kandidát | 2012     |
| MOA-2011-BLG-262         | ~3,2 nebo ~0.11 M☉                |                      | 1800 nebo 23 000           | Dvě hypotézy odpovídající pozorování gravitační mikročočky: plynný obr s měsícem nebo ve větší vzdálenosti červený trpaslík s planetou | 2013     |
| PSO J318.5-22            | 5.5–8                             | 21–27                | 80                         | Potvrzeno | 2013     |
| 2MASS J2208+2921         | 11–13                             | 21–27                | 115                        | Kandidát | 2014     |
| WISE J1741-4642          | 4–21                              | 23–130               |                            | Kandidát | 2014     |
| WISE 0855–0714           | 3–10                              |                      | 7.1                        | Stáří i hmotnost nejistá; může jít o hnědého trpaslíka                                                                                 | 2014     |
| 2MASS J12074836–3900043  | 11–13                             | 7–13                 | 200                        | Kandidát, vzdálenost nejistá | 2014     |
| SIMP J2154–1055          | 9–11                              | 30–50                | 63                         | Stáří nejisté | 2014     |
| SDSS J111010.01+011613.1 | 10–12                             | 110–130              | 63                         | Potvrzena | 2015     |
| 2MASS J1119–1137         | 4–8                               | 7–13                 | ~90                        | Kandidát, vzdálenost nejistá, dvojplaneta                                                                                              | 2016     |
| WISEA 1147               | 5–13                              | 7–13                 | ~100                       | Kandidát, vzdálenost nejistá | 2016     |